# 北长河
北长河是北京地区的一条河流。
历史上曾是北京市主要水源。原来发源于海淀区玉泉山的“天下第一泉”，经青龙闸流入昆明湖，然后由南长河导入城内的北海和中南海。
泉水断流后成为排水河道。目前在安河闸注入京密引水渠。全长1.2公里，上口宽30一40米，流域面积8.75平方公里。